# 박정수 (바둑 기사)
박정수(朴正洙, 2001년 8월 27일 ~ )는 대한민국의 바둑 기사이다.

## 약력
대구 출신으로 유경민 사범에게 지도를 받았다. 2013년 문경새재배 초등최강부에서 준우승을 차지했고, 2016년 제4회 지역영재입단대회를 통해 입단했고, 2020년 2단을 거쳐 2021년에 3단으로 승단했다.